# Zbigniew Bartman
Zbigniew Andrzej Bartman (Varsóvia, 4 de maio de 1987) é um jogador de voleibol Polonês. Joga como oposto pelo Resovia Rzeszów. Ganhou o Campeonato Europeu de 2009 e a Liga Mundial de 2012 pela Selecção Polaca.
A 14 de setembro de 2009, pelos resultados obtidos no desporto, o presidente polaco Lech Kaczyński concedeu-lhe a Cruz de Cavaleiro da Ordem da Polônia Restituta.